# Tadeusz Romer

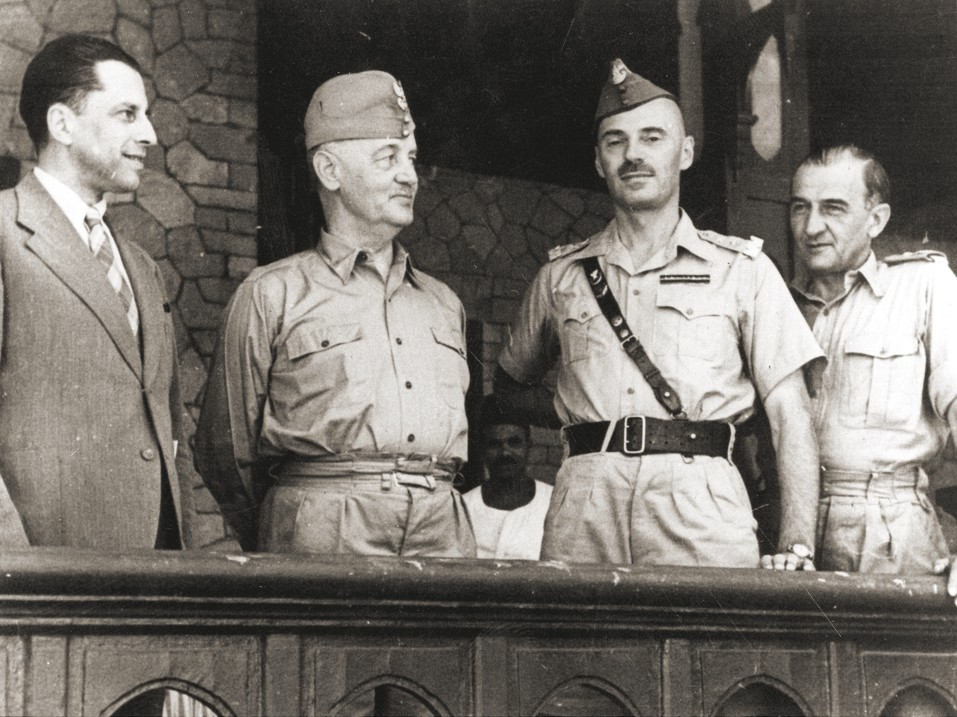
Tadeusz Romer, Władysław Sikorski, Władysław Anders i Tadeusz Klimecki podczas podróży inspekcyjnej Naczelnego Wodza na Bliskim Wschodzie 1943

Tadeusz Ludwik Romer herbu Laski (ur. 6 grudnia 1894 w Antonoszu, zm. 23 marca 1978 w Montrealu) – polski dyplomata i polityk, ambasador RP w Japonii (1937–1941), w ZSRR (1942–1943), minister spraw zagranicznych w rządzie Stanisława Mikołajczyka (1943–1944), organizator pomocy dla polskich uchodźców żydowskiego pochodzenia w Japonii i w Szanghaju.

## Życiorys
Pochodził z zamożnej rodziny ziemiańskiej i był synem Bronisława Antoniego (1856–1899) i Marii z hr. Jundziłłów (prawnuczki generała Michała Cichockiego, nieślubnego syna Stanisława Augusta). Wychowywany (po przedwczesnej śmierci rodziców) w rodzinie Konstantego Przewłockiego, ukończył Gimnazjum św. Anny w Krakowie, gdzie w 1913 zdał maturę. W 1917 ukończył studia prawnicze i politologiczne w na Uniwersytecie w Lozannie i we Fryburgu. W Szwajcarii był sekretarzem Szwajcarskiego Komitetu Generalnego Pomocy Ofiarom Wojny w Polsce z siedzibą w Vevey. W tym dziele był bliskim współpracownikiem jego prezesa Henryka Sienkiewicza.

### Kariera dyplomatyczna
Jesienią 1919 został osobistym sekretarzem Romana Dmowskiego, wziął udział w konferencji wersalskiej, następnie został sekretarzem I klasy polskiego poselstwa w Paryżu. Od 1921 radca MSZ w Warszawie, później awansowany na kierownika i naczelnika Wydziału Zachodniego w departamencie polityczno-ekonomicznym. W 1928 wysłany na placówkę do Rzymu jako radca poselstwa (później ambasady) we Włoszech.
Z tego stanowiska w lutym 1935 został mianowany posłem w Portugalii. Od 1937 ambasador rządu II Rzeczypospolitej w Japonii, a od 1939 roku ambasador rządu RP na uchodźstwie. We wrześniu 1941 roku, po zerwaniu przez Japonię stosunków z polskim rządem, Romer zlikwidował placówkę w Tokio i 1 listopada 1941 roku przeniósł się na polecenie japońskiego rządu z rodziną i personelem do okupowanego przez Japończyków Szanghaju, gdzie kierował dyplomatyczną misją specjalną.

### Pomoc dla polskich uchodźców żydowskiego pochodzenia w Japonii i w Chinach
W Japonii pomagał polskim uciekinierom docierającym tam przez Władywostok, głównie Żydom, którzy przyjechali z Litwy na podstawie wiz wystawionych przez Chiune Sugiharę i polski wywiad. Po przeniesieniu do Szanghaju, kontynuował te działania roztaczając opiekę nad 946 polskimi obywatelami wydalonymi z Japonii do Szanghaju. W większości byli to polscy Żydzi, których umieszczono na terenie miejscowego getta w północnej części miasta (tzw. mały Wiedeń). Z powodu zawieszenia połączeń okrętowych pomiędzy Szanghajem a innymi portami na świecie, wielu z tych ludzi nie mogło opuścić miasta, pomimo posiadania wiz do Palestyny i krajów Ameryki. Aby wesprzeć polskich obywateli, Romer założył w Szanghaju polską organizację, tzw. Radę Opiniodawczą, a także kasę samopomocową i sąd. Pomógł również zorganizować kształcenie oraz zajęcie zarobkowe dla polsko-żydowskiej ludności w szanghajskim getcie, liczącej łącznie ok. 2100 osób. Przed opuszczeniem miasta, Romer zorganizował za zgodą japońskich władz okupacyjnych organizację Zarząd Główny Związku Polaków w Chinach, która miała kontynuować te działania.

### Na placówce w ZSRR
Romer odpłynął z Szanghaju w sierpniu 1942 roku w ramach wymiany dyplomatów państw zachodnich na dyplomatów japońskich. Także w czasie drogi do Anglii, a następnie w drodze na placówkę do ZSRR, kontynuował starania o przyznanie wiz polskim Żydom w Szanghaju. Polską placówkę w Kujbyszewie (gdzie znajdowała się siedziba władz ZSRR w czasie wojny) obejmował po dymisji Stanisława Kota od jesieni 1942 do wiosny 1943. W ZSRR był rzecznikiem praw deportowanych przez NKWD na Syberię, do Arktyki i Azji Środkowej obywateli polskich, sprzeciwiając się decyzji sowieckiej o pozbawieniu ich polskiego obywatelstwa. W Kujbyszewie odpowiedział w imieniu Rządu Rzeczypospolitej na notę Mołotowa zrywającą jednostronnie stosunki dyplomatyczne pomiędzy ZSRR a Polską w związku z wykryciem grobów katyńskich.

### Dalsze losy
Po zakończeniu misji w ZSRR (kwiecień 1943) był pełnomocnikiem rządu RP na Bliskim Wschodzie. Od 14 lipca 1943 do 24 listopada 1944 był ministrem spraw zagranicznych w rządzie Stanisława Mikołajczyka.
Od 1945 na emigracji, najpierw w Londynie, później w Kanadzie, gdzie pracował na McGill University. Prezes Polskiego Instytutu Naukowego w latach 1963–1978.
Poślubił Zofię Wańkowicz (rozwiedzioną z ks. Konstantym Druckim-Lubeckim) i miał z nią trzy córki.

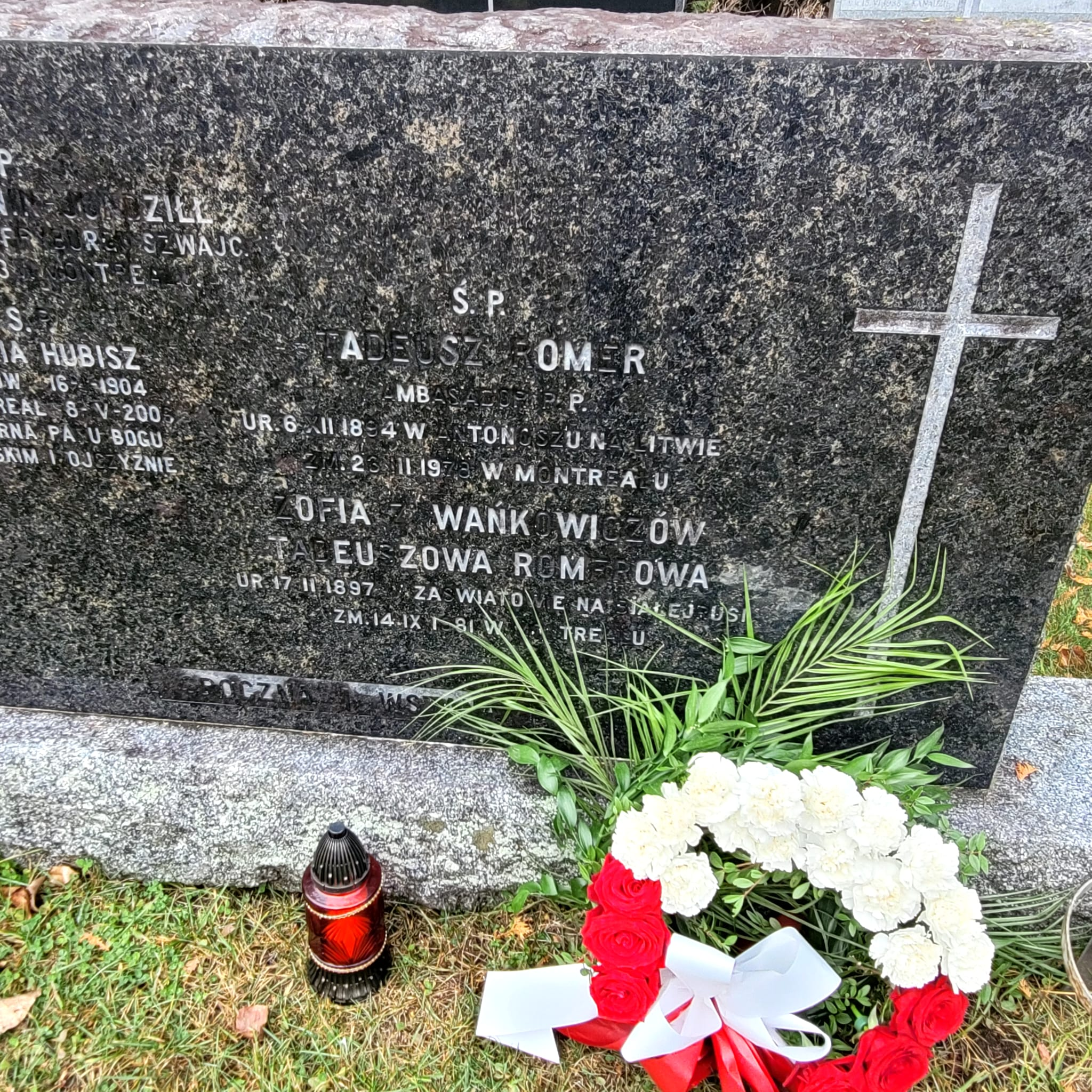
Grób Tadeusza Romera

Pochowany na Cimetière Saint-Sauveur w Quebec (grób nr 21 [działka C1 019]).

## Ordery i odznaczenia
- Wielka Wstęga Orderu Odrodzenia Polski (11 listopada 1974)[11][12]
- Krzyż Komandorski Orderu Odrodzenia Polski (1939)[13][12]
- Złoty Krzyż Zasługi z Mieczami (1943)[12]
- Złoty Krzyż Zasługi – dwukrotnie (1938[14] i 1944[15])
- Medal Dziesięciolecia Odzyskanej Niepodległości (1928)[12]
- Brązowy Medal za Długoletnią Służbę (1938)[12]
- Odznaka pamiątkowa „Miecze Hallerowskie” (1921)[12]
- „Złota Odznaka” Honorowa Kongresu Polonii Kanadyjskiej[12]
- Krzyż Oficerski Orderu Legii Honorowej – Francja (1921)[12]
- Krzyż Oficerski Orderu Korony – Belgia (1922)[12]
- Krzyż Komandorski Orderu Korony – Rumunia (1923)[12]
- Krzyż Komandorski Orderu św. Sawy – Jugosławia (1923)[12]
- Krzyż Komandorski Orderu Korony – Belgia (1924)[12]
- Krzyż Komandorski Orderu Sokoła – Islandia (1925)[12][16]
- Krzyż Komandorski Orderu św. Maurycego i Łazarza – Włochy (1928)
- Wielka Wstęga Orderu św. Sawy – Jugosławia (1931)[17]
- Krzyż Komandorski Orderu Korony – Włochy (1935)[18]
- Wielki Oficer Orderu Korony – Włochy (1935)[12]
- Medal pamiątkowy z okazji 2600. rocznicy panowania dynastii cesarskiej – Japonia (1940)[12]
- Gwiazda za Wojnę 1939–1945 – Wielka Brytania (1949)[12]
- Gwiazda za Francję i Niemcy – Wielka Brytania (1949)[12]
- Medal za Wojnę 1939–1945 – Wielka Brytania (1949)[12]
- Krzyż Komandorski Orderu Zasługi – Zakon Maltański[12]
- Medal Stulecia Kanady – Kanada (1967)[12]